# Keegan Brown
Keegan Brown (Durham, 5 november 1992) is een dartsspeler uit Engeland die uitkomt voor de PDC. Hij werd in 2014 PDC World Youth-kampioen en wordt begeleid door de Australische darter Simon Whitlock.

## Carrière
Brown begon met darten op zijn negende levensjaar. Hij kwalificeerde zich in 2011 voor de PDC World Youth Championship waarin hij met 4-2 verloor van Michael van Gerwen bij de laatste 64.
In januari 2012 nam Brown deel aan de Professional Darts Coporation Q-School om zo een tour kaart voor twee jaar te verkrijgen. Hij slaagde hierin door als zevende te eindigen op de Tour Order of Merit na vier speeldagen. De top 24 zou een tour kaart winnen. Brown boekte in 2012 een aantal opmerkelijke resultaten in de tour evenementen, met als opvallendste resultaat de vijfde en zesde Players Championships. Tijdens de vijfde editie bereikte hij de laatste 16 voordat hij met 6-2 werd uitgeschakeld door Justin Pipe en in de zesde editie versloeg hij onder meer James Wade, Andy Hamilton en Terry Jenkins voordat hij in de halve finale met 6-1 verloor van Dave Chisnall.
In mei 2014 won Brown de World Youth Championship door in de finale Rowby-John Rodriguez met 6-4 te verslaan. Deze overwinning leverde hem kwalificatie voor de Grand Slam of Darts 2014 en Grand Slam of Darts 2015 op.
Brown werd in de groepsfase van de Grand Slam of Darts 2014 ingedeeld in groep C met Adrian Lewis, Dave Chisnall en Rowby-John Rodriguez. Nadat Brown zijn openingswedstrijd op de Grand Slam met 5-1 van Dave Chisnall verloor wist hij zijn tweede wedstrijd met 5-1 van Adrian Lewis te winnen. In de laatste wedstrijd moest Brown met Rodriguez, van wie hij in de finale van de PDC World Youth Championship won, uitmaken wie er samen met Dave Chisnall door ging naar de volgende ronde. Brown was met 5-3 te sterk voor Rodriguez waardoor hij zich als nummer twee van groep C plaatste voor de knock-outfase. In de achtste finale was Brown met 10-7 te sterk voor Raymond van Barneveld, waarna in de kwartfinale opnieuw Dave Chisnall te sterk was met 16-14.
In 2015 wist Brown zijn eerste senior PDC-toernooi te winnen, door in de finale van een Players Championship Adrian Lewis met 6-3 te verslaan. Zeven jaar later, in 2022, won Brown een tweede Players Championship. Ditmaal won hij in de finale met 8-7 van Nathan Aspinall.

## Resultaten op wereldkampioenschappen

### PDC
- 2015: Laatste 32 (verloren van Adrian Lewis met 2-4)
- 2016: Laatste 64 (verloren van Peter Wright met 0-3)
- 2018: Laatste 16 (verloren van Phil Taylor met 0-4)
- 2019: Laatste 32 (verloren van James Wade met 3-4)
- 2020: Laatste 64 (verloren van Seigo Asada met 2-3)
- 2021: Laatste 64 (verloren van Dave Chisnall met 1-3)
- 2023: Laatste 96 (verloren van Florian Hempel met 2-3)
- 2024: Laatste 96 (verloren van Boris Krčmar met 1-3)

### PDC World Youth Championship
- 2011: Laatste 64 (verloren van Michael van Gerwen met 2-4)
- 2013: Laatste 64 (verloren van Reece Robinson met 1-6)
- 2014: Winnaar (gewonnen in de finale van Rowby-John Rodriguez met 6-4)
- 2015: Laatste 64 (verloren van Rowby-John Rodriguez met 4-6)
- 2016: Laatste 32 (verloren van Kenny Neyens met 3-6)

## Resultaten op de World Matchplay
- 2015: Laatste 16 (verloren van Dave Chisnall met 11-13)
- 2018: Laatste 32 (verloren van Dave Chisnall met 4-10)
- 2019: Laatste 16 (verloren van Daryl Gurney met 9-11)
- 2020: Laatste 32 (verloren van James Wade met 10-12)

## Trivia
- Brown is werkzaam als laboratoriumassistent.[4]